# Tangara cyanoptera
Tangara cyanoptera е вид птица от семейство Тангарови (Thraupidae).

## Разпространение
Видът е разпространен в Бразилия, Венецуела, Гвиана и Колумбия.